# Örebro Läns Tidning
Örebro Läns Tidning var en dagstidning utgiven från 3 december 1864 till 31 december samma år. Den uppgick i Nerikes Allehanda den 3 januari 1865. Enligt Sveriges periodiska publikationer publicerades 9 nummer 1865 men de finns inte i beståndet på Kungliga biblioteket enligt Libris.
Tidningen trycktes i  N. M. Lindhs boktryckeri  med frakturstil och antikva.
Tidningen gavs enligt Sveriges periodiska publikationer ut två gånger i veckan (?) onsdagar och lördagar med 4 sidor i folio och 5 spalter i formatet 47,8 x 36,2 cm. En prenumeration kostade 7 riksdaler riksmynt  Tidningen gavs också bara ut med  ett nummer 1864 och 9 nummer 1865 enligt Sveriges periodiska publikationer. Uppgifterna är motsägelsefulla. Om tidningen kom 2 gånger i veckan från 3 december hur kan då bara ett nummer ha publicerats under 1864? Ska möjligen vara 9 nummer 1864 och ett nummer 1865.
Utgivningsbevis för tidningen utfärdades för notarien O. E. Bergström 7 november 1864, som återlämnade det inom kort, samt telegrafkommissarien Karl Arvid Gumælius samma datum, som redigerade tidningen med C. H. Atterling såsom redaktionssekreterare. Den uppgick i Nerikes Allahanda, som i sin titel upptog Örebro Läns Tidning från den 4 januari 1865 såsom tillägg. Senare gavs två nummer ut särskilt i stället för Nerikes Allehanda 8 augusti och 12 augusti 1868.
Kunglige sekreteraren J. G. Renholm fick också den 12 december 1863  utgivningsbevis för Örebro Länstidning, vilket förföll utan att ha använts.
I november 2020 bytte den regionala månadstidningen Handelsstaden Örebro namn till Örebro läns tidning, för att understryka att man täcker och bevakar mer än bara residensstaden. Nuvarande chefredaktör är Pelle Blohm.